# Survivors Fund
Survivors Fund (SURF) és una entitat benèfica fundada el 1997 que representa i dona suport als supervivents del genocidi de Ruanda al Regne Unit i a Ruanda. És l'única organització benèfica internacional amb un mandat específic per ajudar els supervivents del genocidi de Rwanda i té oficines a Londres i Kigali. És una entitat registrada a la Comissió de Caritat .
La institució solidària dona suport a projectes per a supervivents a Rwanda en matèries com l'educació, la sanitat, l'habitatge, la justícia i la memòria. També sensibilitza l'amenaça per als supervivents que suposa de l'alliberament de presos a través del Tribunal gacaca.

## Fundadora: Mary Kayitesi Blewitt
Survivors Fund va ser fundada per Mary Kayitesi Blewitt, ciutadana britànic]a d'origen ruandès, a instàncies d'alguns supervivents després de perdre 50 membres de la família durant el genocidi del 1994. Al final del genocidi del juliol de 1994, Blewitt es va oferir voluntària al Ministeri de Rehabilitació de Ruanda, i va treballar durant vuit mesos ajudant a enterrar els morts i donar suport als supervivents. Aquesta experiència la va ser el punt de partida que la va portar en últim terme a crear el Survivors Fund quan va tornar al Regne Unit per garantir que els supervivents rebessin ajuda, assistència i suport i que les seves veus fossin escoltades per persones de tot el món.

## Camps de treball
L'activitat de l'entitat se centra en àrees com l'atenció sanitària, l'educació, el refugi, la justícia i la memòria.

### Atenció sanitària
Els supervivents encara pateixen lesions físiques relacionades amb el genocidi, les malalties mentals i el VIH i la sida, el que requereix atenció especialitzada. Durant el genocidi, molts supervivents es van infectar el VIH i la SIDA i encara no tenen accés al tractament antiretroviral. També cal que els metges especialistes avaluïn la cirurgia requerida que no està disponible a Rwanda per els qui encara pateixen ferides que no es van tractar en el seu moment, però que ara es poden tractar.

### Educació
Hi ha molts joves supervivents que són orfes pel genocidi i encapçalen una família amb els seus germans. Després del genocidi, molts nens de Rwanda es van trobar sobtadament assumint rols i responsabilitats per a adults quan ells mateixos haurien necessitat la cura dels pares. Més de 15.000 joves supervivents no tenen accés a l'escola i els esforços per donar-los suport han aconseguit algunes fites. S'espera que els supervivents més grans estiguin a l'escola durant més de 10 hores al dia, però tenen nens més petits que han de cuidar a casa. Necessiten menjar i roba, materials escolars i refugi. Tot i que el Govern de Rwanda va crear un fons anomenat FARG per facilitar l'estudi dels orfes, l'aportació no és adequada i molts d'aquests grups vulnerables no poden obtenir el suport de FARG.

### Refugi
20.000 llars de supervivents vulnerables no tenen un lloc adient per dormir, sovint havent de viure una vida en què han de passar d'un lloc a un altre a buscar refugi, segons ha reconegut el Ministeri d'Afers Socials de Rwanda el 2007. Això provoca una alta ansietat i desesperança. La majoria d'aquestes famílies són molt pobres; abandonades i sense cap suport, tot i que han d'afrontar les conseqüències del genocidi i la mala salut en general. Molts dels necessitats no tenen prou formació per poder tenir feina. Fins i tot els que tenen treball no poden permetre's el luxe de construir una casa perquè els materials de construcció són massa costosos i cada cop són més difícils de trobar els recursos per construir, comprar o llogar una casa. Sense la seguretat i la rehabilitació dels refugis es fa impossible.

### Justícia
La seguretat personal per als supervivents de Rwanda és una preocupació contínua, ja que molts han de viure al costat dels homes que van violar i matar a les seves famílies, ja que els autors del genocidi estan sent alliberats de nou a la mateixa comunitat. El país ja no té els recursos necessaris per continuar mantenint a aquests homes empresonats i, per tant, si admeten culpa a les proves locals del Tribunal gacaca, que es basa en la comunitat, esdevenen lliures. La inseguretat dels supervivents és alimentada per l'intimidació, l'assetjament, les amenaces de mort i els assassinats dels presos alliberats a través de gacaca.

### Memòria
Vint anys després del genocidi a Rwanda, encara s'enterren les restes de moltes víctimes del genocidi. Molts d'ells encara es troben en trinxeres, latrines abandonades, esglésies, als turons i en molts altres llocs, alguns coneguts i d'altres encara per descobrir. Molts d'aquests llocs són revelats per sospitosos de genocidi que actualment es troben a les presons i que han confessat la seva participació en el genocidi a través del tribunal gacaca. Juntament amb el projecte d'enterrament, s'està duent a terme un programa amb l'Institut de la Fundació Shoah de la USC per enregistrar els problemes dels supervivents.

## Situació dels supervivents
Vint anys després del genocidi, Ruanda ha fet progressos significatius en la reconstrucció interna, però queden obertes nombroses cicatrius. El llegat de genocidi toca gairebé tots els aspectes de la vida dels supervivents. A més dels traumes psicològics recurrents que pateixen molts per les seves experiències personals, els supervivents del genocidi s'enfronten a múltiples dificultats. Molts estan empobrits i s'enfronten a problemes de salut complexos, com el VIH i la SIDA, com a conseqüència directa de la violència contra ells durant el genocidi. Els supervivents continuen sent amenaçats amb violència, atacats o assassinats per antics perpetradors alliberats i per a molts persisteix un clima de por. La reconstrucció de les seves vides juntament amb la presència de persones responsables d'assassinats i violacions és una realitat difícil a la que s'enfronten tots els supervivents de Rwanda.
Es calcula que hi ha 300.000 supervivents a Rwanda, dels quals 120.000 són considerats pel Ministeri d'Afers ruandès com a molt vulnerables. A més de donar suport als supervivents a través de SURF durant els darrers deu anys, l'únic altre finançament significatiu per als supervivents ha estat del govern ruandès, que dedica el 5% del seu pressupost a les necessitats educatives i sanitàries, a través del Fons governamental per als supervivents. El suport equival a una mitjana de 20 lliures esterlines per persona i any.

## Socis
Els socis clau de SURF són IBUKA (Organització Nacional d'Organitzacions de Supervivents), AVEGA (Associació de Vídues del Genocidi), AOCM (Associació de llars amb orfes), Uyisenga N'Manzi (Organització de supervivents infantils amb VIH / SIDA) i Solace Ministres (Organització de suport als supervivents cristians).